# Sezon snookerowy 1993/1994
Poniższa tabela przedstawia wyniki finałów najważniejszych turniejów snookerowych rozgrywanych w sezonie 1993/94.
| Data                        | Turniej                               | Miejsce rozgrywek                    | Zwycięzca         | Drugie miejsce    | Wynik |
| --------------------------- | ------------------------------------- | ------------------------------------ | ----------------- | ----------------- | ----- |
| Wrz 6 - Paź 20 (tygodniowo) | Pot Black                             | Birmingham (Anglia)                  | Steve Davis       | Mike Hallett      | 2–0   |
| Wrz 22 - Wrz 26             | Regal Scottish Masters                | Motherwell (Szkocja)                 | Ken Doherty       | Alan McManus      | 10–9  |
| Paź 4 - Paź 10              | Dubai Duty Free Classic               | Dubaj (Zjednoczone Emiraty Arabskie) | Stephen Hendry    | Steve Davis       | 9–3   |
| Paź 18 - Paź 31             | New Skoda Grand Prix                  | Reading (Anglia)                     | Peter Ebdon       | Ken Doherty       | 9–6   |
| Lis 6 - Lis 10              | Benson and Hedges Championship        | Edynburg (Szkocja)                   | Ronnie O’Sullivan | John Lardner      | 9–6   |
| Lis 12 - Lis 28             | Royal Liver Assurance UK Championship | Preston (Anglia)                     | Ronnie O’Sullivan | Stephen Hendry    | 10–6  |
| Gru 12 - Gru 19             | Humo European Open                    | Antwerpia (Belgia)                   | Stephen Hendry    | Ronnie O’Sullivan | 9–5   |
| Sty 30 - Sty 5              | Regal Welsh Open                      | Newport (Walia)                      | Steve Davis       | Alan McManus      | 9–6   |
| Lut 6 - Lut 13              | Benson and Hedges Masters             | Wembley (Anglia)                     | Alan McManus      | Stephen Hendry    | 9–8   |
| Lut 14 - Lut 19             | International Open                    | Bournemouth (Anglia)                 | John Parrott      | James Wattana     | 9–4   |
| Mar 9 - Mar 16              | Asian Open                            | Bangkok (Tajlandia)                  | James Wattana     | Steve Davis       | 9–7   |
| Mar 20 - Mar 27             | Benson and Hedges Irish Masters       | Dublin (Irlandia)                    | Steve Davis       | Alan McManus      | 9–8   |
| Mar 30 - Kwi 7              | British Open                          | Plymouth (Anglia)                    | Ronnie O’Sullivan | James Wattana     | 9–4   |
| Kwi 16 - Maj 2              | Mistrzostwa świata                    | Sheffield (Anglia)                   | Stephen Hendry    | Jimmy White       | 18–17 |
| Cały sezon                  | European League Snooker               | Bingen am Rhein, (Niemcy)            | Stephen Hendry    | John Parrott      | 10–7  |